# 오벤로시

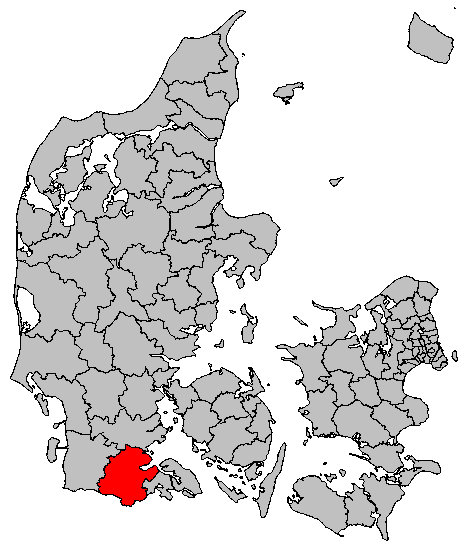
오벤로 시의 위치

오벤로시(덴마크어: Aabenraa Kommune)는 덴마크 남덴마크 지역에 위치한 지방 자치체로 행정 중심지는 오벤로이며 면적은 940.7km2, 인구는 59,051명(2016년 기준)이다. 윌란반도 남부에 위치한다.